# Igreja de Santa Iria (Santarém)
A Igreja de Santa Iria, ou Igreja Paroquial de Santa Iria da Ribeira de Santarém, situa-se em Santarém, na atual freguesia de União de Freguesias da cidade de Santarém, justamente na parte da cidade que fica junto ao rio Tejo.
Esta igreja remonta provavelmente ao século XII, apesar de actualmente manifestar uma visível influência do barroco. O seu orago é Santa Iria, a mártir cristã nabantina cujo corpo, segundo conta a lenda, aportou a estas paragens após o seu martírio.
A Igreja de Santa Iria está classificada como Imóvel de Interesse Público desde 1978.

## História
O culto de Santa Iria tem assumido uma grande importância na história da cidade desde o seu martírio, ainda durante a época visigótica. A origem do próprio topónimo de Santarém deve-se à figura desta mártir, Iria ou Irene, uma monja nabantina vítima de intriga que lhe seria fatal. Segundo a lenda, a ingestão de uma bebida, perfidamente preparada com escusos fins, provocar-lhe-ia uma gravidez aparente, o que a conduziria ao desprezo conventual e posterior assassínio. O corpo, lançado ao rio, viria a aparecer nas areias da Ribeira de Santarém, encerrado num sepulcro de mármore. A memória desta ocorrência é perpetuada por um padrão do século XVII, com uma pequena imagem da santa, colocado junto ao rio.
A data da fundação da igreja não é consensual, sendo a tese mais aceite a de que data do tempo da conquista da cidade por D. Afonso Henriques. Porém, alguns cronistas defendem que a sua origem remonta ao tempo dos visigodos. Sabe-se também que uma das capelas laterais foi fundada por António Salgado, no século XV. Em 1668, o templo foi totalmente reconstruído, sendo-lhe então conferida a actual feição barroca. Do período gótico, apenas subsiste a abóbada de nervuras de uma das capelas. O templo foi muito afetado pelo Terramoto de 1755, ficando gravemente danificados o coro, o zimbório, a torre, a sacristia e as capelas colaterais do cruzeiro, cujas abóbadas desabaram. Também a fachada principal foi severamente atingida, tendo sido posteriormente reconstruída.
A imagem do Cristo de Mont’Iraz foi aqui colocada após a venda, em 1864, do Convento de São Bento, que se situava na proximidade dos Conventos de São Francisco e de Santa Clara. Esta escultura gótica, datada de finais do século XIII ou de inícios do seguinte, esteve inicialmente num antigo templo, a Ermida dos Apóstolos, que se situava no local em que o convento foi mais tarde edificado, a mando da Infanta D. Maria, filha de D. Manuel I. O culto a esta imagem, que teve origem numa lenda local, era muito popular durante a época medieval.

## Arquitectura e Arte
A igreja é um edifício barroco, embora apresente ainda testemunhos da campanha gótica, nomeadamente ao nível da abóbada de nervuras de uma das capelas, e das obras renascentistas, visíveis na decoração das pilastras, no arco do cruzeiro e nas colunas toscanas.
O edifício apresenta um transepto inscrito, com uma capela-mor rectangular. A fachada principal, de cunho barroco, é em empena, na qual se abre ao centro o pórtico de verga recta, sobreposto de frontão interrompido com um nicho munido de áticas e volutas. Sobre o pórtico, encontra-se um grande janelão quadrangular, ladeado por outros dois ligeiramente mais baixos.
O interior é três naves com cinco tramos, preenchidos por arcos que arrancam de colunas toscanas. O arco do cruzeiro, que é coroado por uma cúpula sobre pendentes, é de volta perfeita, munido de entablamento. Qualquer uma das três naves possui cobertura em madeira, sendo a da nave principal em abóbada de berço.
As paredes são forradas com silhares de azulejos do tipo tapete, azuis e amarelos, do século XVII. No baptistério, é possível admirar um embutido cerâmico policromo representando o Baptismo de Cristo, da mesma época. Na sacristia, existe ainda outro silhar de azulejos azuis e amarelos do século XVIII com cenas da vida mariana, distribuídas em diversos painéis. A cúpula do cruzeiro integra uma pintura decorativa, ilusionística, da autoria de António Simões Ribeiro, o mesmo artista que decorou com arquitecturas fingidas o coro da Igreja do Hospital e a Casa da Irmandade anexa à Igreja de Santa Cruz, depois de ter pintado os tectos da Biblioteca Joanina, em Coimbra.
A capela-mor tem uma cobertura em abóbada de berço, sendo o altar em talha dourada. Nas naves laterais existem cinco capelas e altares. Uma das capelas do lado do evangelho é coberta por uma abóbada gótica, lavrada no fecho com o nome do fundador, António Salgado. Na capela colateral do mesmo lado encontra-se o Cristo de Mont’Iraz, escultura de madeira da primeira metade do século XIII, representando Cristo crucificado.